# Reno (Nevada)
Reno és una ciutat del Comtat de Washoe a l'estat de Nevada, Estats Units d'Amèrica. Reno, coneguda com a "La ciutat petita més gran del món", és coneguda pels seus casinos, i és la ciutat on sorgí la corporació del joc Harrah's Entertainment. La ciutat té una població aproximada de 218.000 habitants i és la quarta ciutat més poblada de Nevada, rere Las Vegas, Henderson, i North Las Vegas. És situada en una vall del desert al peu de Sierra Nevada.

## Toponímia
La ciutat es anomenada en honor de Jesse Lee Reno, general major que va morir dins lo Guerra Civil dels Estats Units. El seu cognom ven del francès Renault, equivalent al català Reinald.

## Persones il·lustres
- Larry Evans (1932-2010), Gran Mestre d'escacs